# جيديميناس أوريليك
جيديميناس أوريليك (بالليتوانية: Gediminas Orelikas)‏ مواليد 14 مايو 1990 في شياولياي، ليتوانيا، هو لاعب كرة سلة ليتواني. بدأ مسيرته الاحترافية في سنة 2006. يحمل الرقم 10.

## المسيرة الاحترافية
لعب مع شياولياي من سنة 2006 إلى 2010، ثم لعب مع ليتوفوس رايتس من سنة 2013 إلى 2016، ثم لعب مع بانفيت لكرة السلة في الدوري التركي في سنة 2016.

## روابط خارجية
- جيديميناس أوريليك على موقع الاتحاد الدولي لكرة السلة (الإنجليزية)
- جيديميناس أوريليك على موقع كرة السلة الأوروبية.كوم (الإنجليزية)
- جيديميناس أوريليك على موقع ريلجم (الإنجليزية)
- جيديميناس أوريليك على موقع بروبوليرز (الإنجليزية)
- جيديميناس أوريليك على موقع سبورتس رفرنس (الإنجليزية)